# ホット・ファン・イン・ザ・サマータイム
「ホット・ファン・イン・ザ・サマータイム」（Hot Fun in the Summertime）は、スライ&ザ・ファミリー・ストーンが1969年に発表した楽曲。作詞・作曲はスライ・ストーン。
ローリング・ストーンの選ぶオールタイム・グレイテスト・ソング500（2010年版）では250位にランクされている。

## 概要
ウッドストック・フェスティバルに出演しグループが人気絶頂にあった1969年8月、7枚目のシングル曲として発表された。B面は3枚目のアルバム『ライフ』に収録されていた「ファン」。同年10月18日から10月25日にかけてビルボード・Hot 100で2位を記録した。また同時にビルボードのHot R&B Singlesチャートで3位を記録した。1969年のビルボード年間チャートにおいては7位を記録するなど大ヒットとなった。
オリジナル・スタジオ・アルバムには収録されず、1970年11月21日発売のベスト・アルバム『Greatest Hits』にモノラル・シングル・バージョンを疑似ステレオ化したものを収録した。その後まもなくソニーが開発したSQ方式の4チャンネルステレオによるLPも発売されたが、1987年に初めて発売されたCDには従来の疑似ステレオ・バージョンを収録していた。1990年代になって、ようやくステレオ・リミックスが行われ、2007年8月28日発売のCDからはリアル・ステレオ・バージョンが収録されている。
2013年8月27日に発売された4枚組ボックスセット『ハイヤー!』にはモノラル・シングル・バージョンが収録され、2015年10月30日に発売された『Greatest Hits』のSACDには4チャンネルステレオ・バージョンも収録されている。
ザ・ビーチ・ボーイズが1992年のアルバム『サマー・イン・パラダイス』の中でカバーしている。マンハッタン・トランスファーも1995年にチャカ・カーンと組んでカバーした。